# 베네데크 올라흐
베네데크 마르톤 올라흐(핀란드어: Benedek Márton Oláh, 1991년 3월 29일~)는 핀란드의 탁구 선수이다. 2016년과 2020년 하계 올림픽에 참가했으며 핀란드 선수로는 최초로 올림픽 탁구에 출전한 선수이다.